# Michel Erhart
Michel Erhart, také Michael Erhart (kolem 1440/45 – po 1522, Ulm) byl pozdně gotický sochař a řezbář působící v Ulmu. Jeden z hlavních představitelů Ulmské školy.

## Život
Jako tovaryš putoval Erhart do Kostnice a Nizozemí. V Ulmu je doložen od roku 1469. Spolu se svými syny Gregorem a Bernhardem pracoval v dílně Jörg Syrlina staršího. Od roku 1474, kdy dostal zakázku vytvořit hlavní oltář pro katedrálu v Ulmu, měl vlastní dílnu s tovaryši. Je nejvýznamnějším následovníkem Hanse Multschera.
Jeho syn Gregor Erhart odešel roku 1494 do Augsburgu, kde zemřel kolem roku 1540.

## Dílo

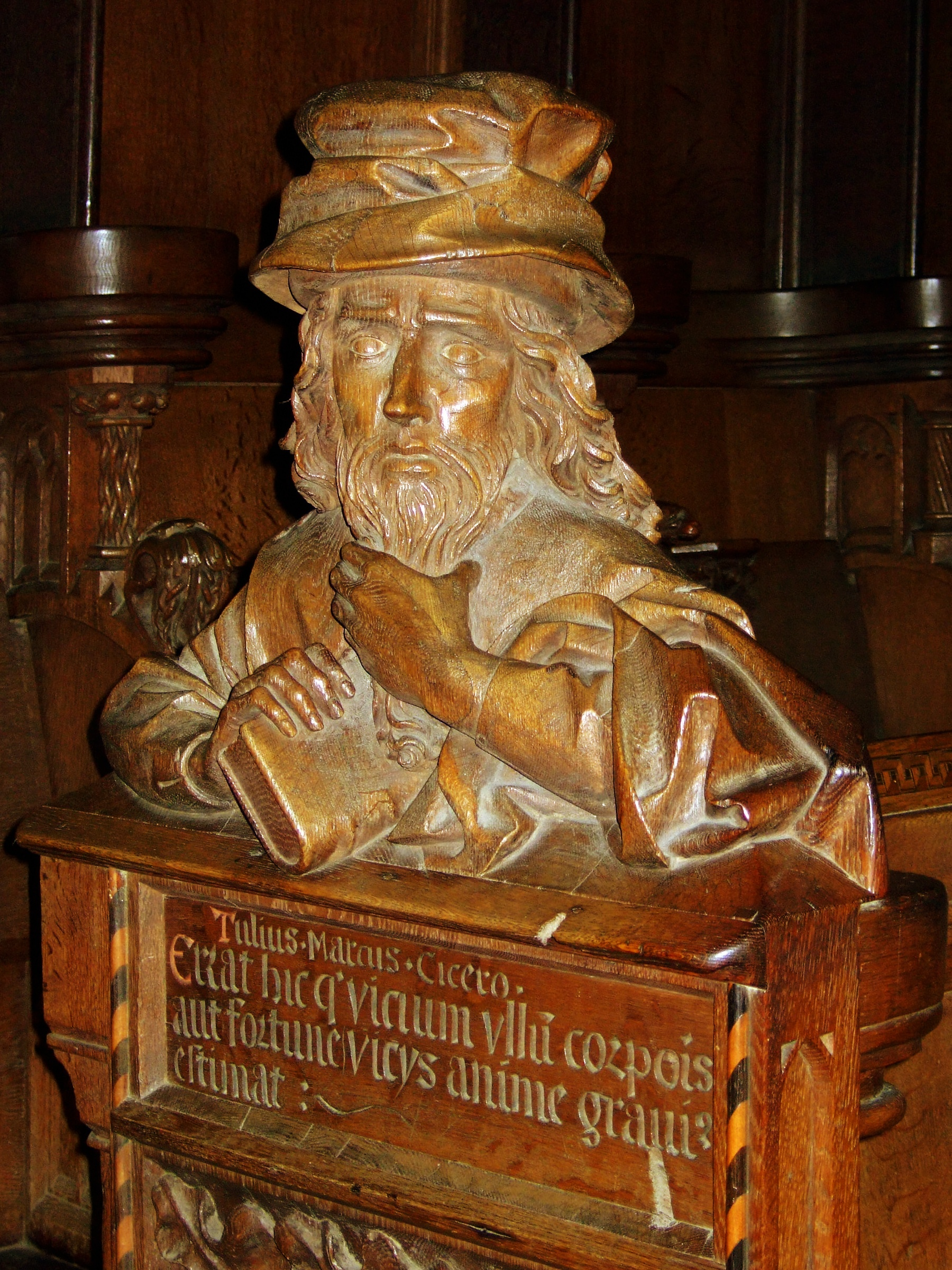
Busta Cicera, katedrála v Ulmu

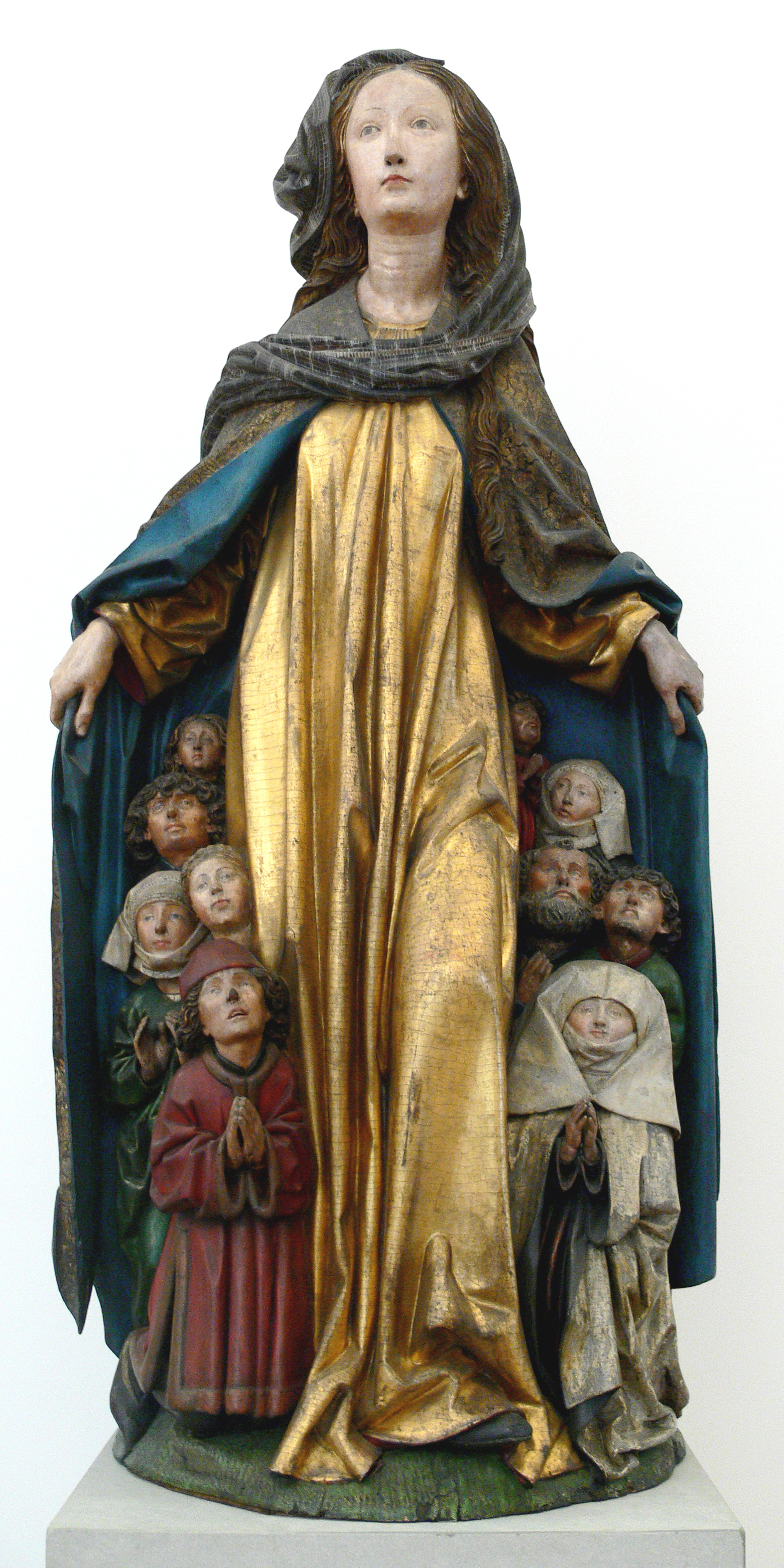
Panna Maria Ochranitelka Ravensburg

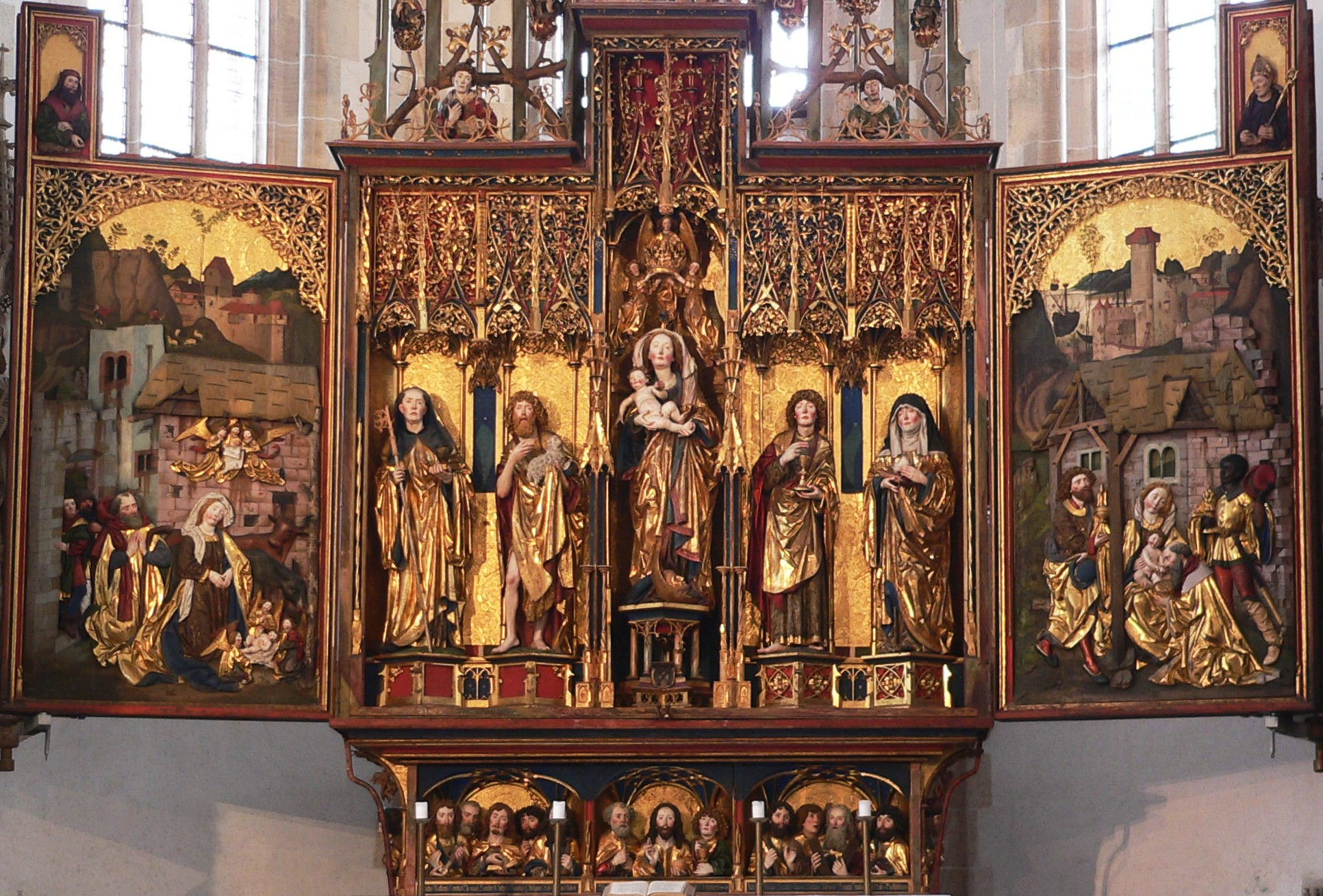
Hlavní oltář kostela v klášteru Blaubeuren

Erhart byl patrně ovlivněn dílem Nicolause Gerhaerta van Leyden. K jeho nejznámějším řezbám patří bysty na chórových lavicích katedrály v Ulmu a centrální vyřezávaná část hlavního oltáře v klášteru Blaubeuren.
Erhartova Pana Maria Ochranitelka (1480) má pod pláštěm seřazeny sošky mecenášů podle jejich společenského postavení a představuje tak nový typ tohoto zobrazení. Původně byl kult Madony Ochranitelky spojován s legendami, kde Kristus představoval boží zákon a Madona konala akt omilostnění hříšníků jako zázračný skutek. U starší Madony Ochranitelky ze Seeschwabenu (1430) došli milosti všichni hříšníci a nebyli personifikováni.
Benediktinský klášter v Blaubeuren (Württembersko) byl obnovován po vyplenění a požáru od roku 1466 a v roce 1493 byl vysvěcen hlavní oltář. Jedná se o oltářní skříň vysokou téměř 12 metrů. Centrální část s pěti sochami doplňují malovaná křídla s nástavci a malovaná predella. Dříve bylo dílo připisováno Michelu a jeho synovi Gregorovi Erhartovi, ale nověji je celá plastická výzdoba považována za dílo Michela Erharta.

### Známá díla
- 1469–1474 Chórové lavice, katedrála v Ulmu (spolupráce)
- Hlavní oltář katedrály v Ulmu (spolupráce), der dem Bildersturm zum Opfer fiel
- 1475 Madona, Liebieghaus, Frankfurt am Main
- kolem 1475 Busta mladé ženy v burgundském kroji ("Die schöne Ulmerin")[2]
- 1480 Madona ochranitelka z Ravensburgu, nyní Státní muzeum, Berlín
- 1482 Postavy rytířů na kašně v Ulmu (spolupráce)
- 1485 Reliéfy na oltářních křídlech, poutní kostel Panny Marie v Thalkirchen (Mnichov)[3]
- před 1490 Krucifix, Besserer-Kapelle, katedrála v Ulmu
- 1490-1495, bysty Proroků, Liebieghaus, Frankfurt am Main
- 1493 Centrální část hlavního oltáře, Klášter Blaubeuren
- 1494 Krucifix, Schwäbisch Hall, Kostel sv. Michala
- 1509 Mariánský oltář, Lautern